# Straßenbahn La Trinité–Étel
| Decauville-Dampflok mit 7,5 t Leergewicht |                 |                                               |                                               |
| Streckenlänge: | 21 km           |                                               |                                               |
| Spurweite: | 600 mm, 1000 mm |                                               |                                               |
| Maximale Neigung: | 40 ‰            |                                               |                                               |
| Minimaler Radius: | 30 m            |                                               |                                               |
| |                 |                                               |                                               |
| \| \| \| La Trinité ⊙ \| \| \| \| Kerdual \| \| \| \| Carnac Plage ⊙ \| \| \| \| Carnac Ville ⊙ \| \| \| \| Halt von und nach La Trinité \| \| \| \| Bf Plouharnel-Carnac ⊙ Strecke Auray–Quiberon \| \| \| \| Halt von und nach Étel \| \| \| \| Erdeven ⊙ \| \| \| \| Quatre-Chemins–Belz ⊙ \| \| \| \| Étel ⊙ \| |                 |                                               |                                               |
| U-Bahn-Kopfbahnhof Streckenanfang (Strecke außer Betrieb) |                 | La Trinité ⊙                                  | La Trinité ⊙                                  |
| U-Bahn-Haltepunkt / Haltestelle (Strecke außer Betrieb) |                 | Kerdual                                       | Kerdual                                       |
| U-Bahn-Haltepunkt / Haltestelle (Strecke außer Betrieb) |                 | Carnac Plage ⊙                                | Carnac Plage ⊙                                |
| U-Bahn-Haltepunkt / Haltestelle (Strecke außer Betrieb) |                 | Carnac Ville ⊙                                | Carnac Ville ⊙                                |
| U-Bahn-Kopfbahnhof Streckenanfang und quer (Strecke außer Betrieb) · U-Bahn-Abzweig geradeaus und nach rechts (Strecke außer Betrieb) |                 | Halt von und nach La Trinité                  | Halt von und nach La Trinité                  |
| Bahnhof quer · U-Bahn-Kreuzung mit Eisenbahn (Strecke geradeaus außer Betrieb) |                 | Bf Plouharnel-Carnac ⊙ Strecke Auray–Quiberon | Bf Plouharnel-Carnac ⊙ Strecke Auray–Quiberon |
| U-Bahn-Kopfbahnhof Streckenanfang und quer (Strecke außer Betrieb) · U-Bahn-Abzweig geradeaus, nach rechts und von rechts (Strecke außer Betrieb) |                 | Halt von und nach Étel                        | Halt von und nach Étel                        |
| U-Bahn-Haltepunkt / Haltestelle (Strecke außer Betrieb) |                 | Erdeven ⊙                                     | Erdeven ⊙                                     |
| U-Bahn-Haltepunkt / Haltestelle (Strecke außer Betrieb) |                 | Quatre-Chemins–Belz ⊙                         | Quatre-Chemins–Belz ⊙                         |
| U-Bahn-Kopfbahnhof Streckenende (Strecke außer Betrieb) |                 | Étel ⊙                                        | Étel ⊙                                        |

Die Straßenbahn La Trinité–Étel war eine Überlandstraßenbahn im französischen Département Morbihan. Sie verband La Trinité-sur-Mer über Carnac mit Étel und hatte in Plouharnel Anschluss an die Bahnstrecke Auray–Quiberon der P.O. Die 21 km lange Strecke wurde 1901 in Schmalspur von 60 cm Spurweite angelegt, im Ersten Weltkrieg abgebaut und 1922 in Meterspur wiedereröffnet. 1935 endete ihr Betrieb.

## Chronologie
Zeitlicher Überblick:
- 10. April 1901: Eröffnung des Abschnittes von Plouharnel-Carnac nach Étel durch die Société du tramway de la Trinité à Étel
- 22. Juni 1901: Eröffnung des Abschnittes von Plouharnel-Carnac nach La Trinité-sur-Mer
- 19. Oktober 1901: Anerkennung der Gemeinnützigkeit
- Anfang September 1914: Unterbrechung des Betriebes, Aufnehmen der Gleise
- 17. Juli 1922: Wiedereröffnung in Meterspur, Betrieb unter Regie des Départements
- 1. Januar 1934: Übertragung an die Chemins de fer du Morbihan
- 13. November 1935: Ende des Betriebes

## Geschichte

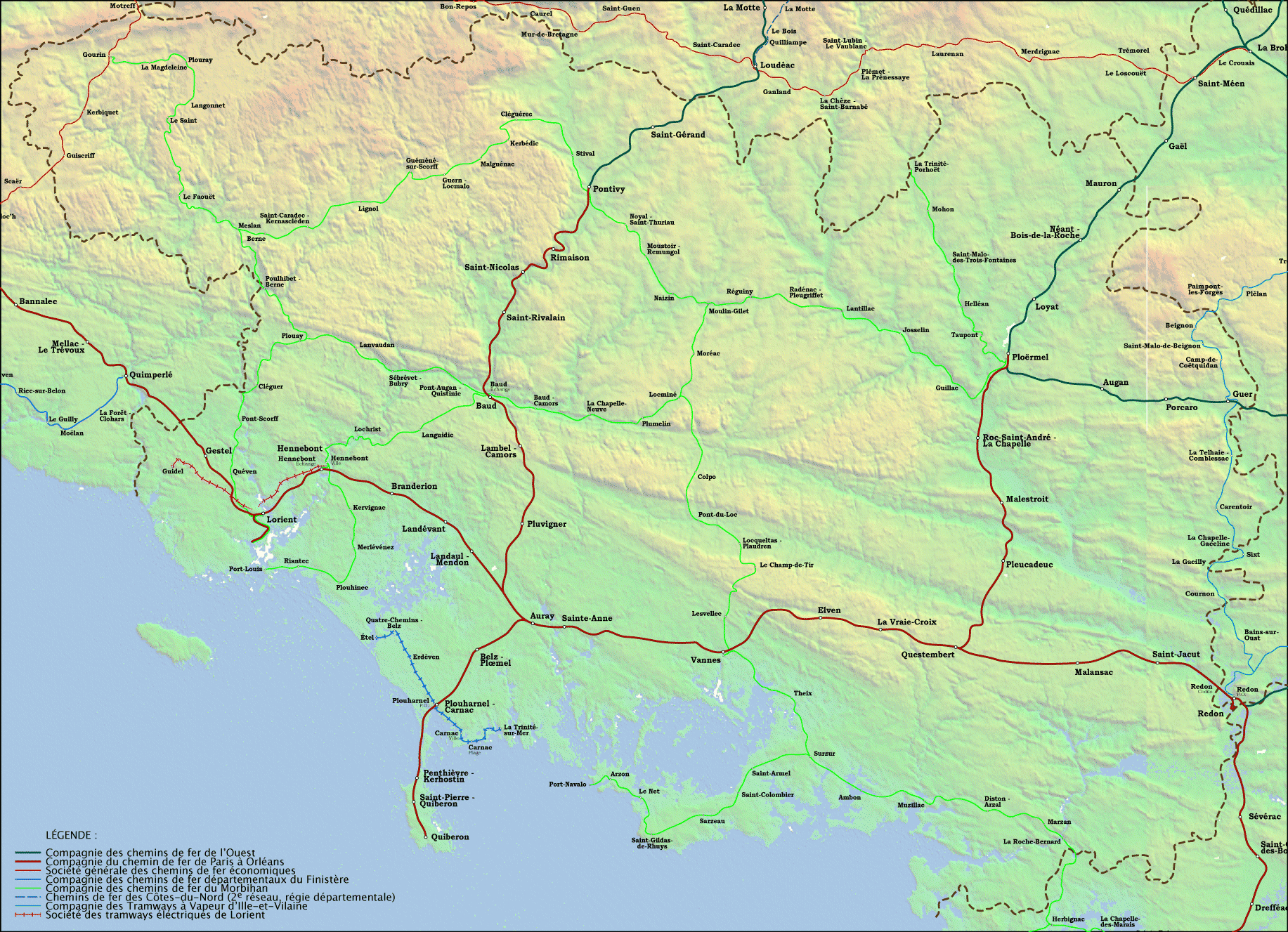
Schienennetz in Morbihan einschließlich stillgelegter Strecken

Ursprünglich wurde diese Linie in 600 mm Spurweite gebaut. Sie wurde 1901 durch die „société du tramway de la Trinité à Étel“ (TTE) eröffnet und durch sie betrieben. Sie war Unterkonzessionär eines Herrn Payot, der die Konzession vom Département erhalten hatte. Die Linie war als Straßenbahn (Tramway) eingestuft, auch wenn sie mit Dampfzügen betrieben wurde. Dieser Unternehmer wollte zudem eine gleichartige Linie auf der Belle-Île vom Sauzon und Bangor nach Le Palais bauen, was jedoch nicht realisiert wurde. In Eile wartete er nicht auf die Gemeinnützigkeitserklärung, die erst nach der ersten Sommersaison in Betrieb erfolgte. 
Die Wahl der unüblichen Spurweite erklärt sich durch die Aufmerksamkeit, die dieses Feldbahn-artige System mit vorgefertigten Gleisjochen um die damalige Jahrhundertwende durch Decauville erhalten hatte; zahlreiche Eisen- und Straßenbahnen nutzten sie; die nächstgelegene war die Tramway de Rothéneuf. Dieses System war auch beim Heer verbreitet. Das wurde der Linie zum Verhängnis, denn nach dem Beginn des Ersten Weltkrieges beschlagnahmte das Militär das gesamte Material, Fahrzeuge und Schienen, für die französische Heeresfeldbahn. Nach Kriegsende verkaufte der verschuldete Unternehmer den Teil des Materials, den die Armee zurückgeben konnte; ein Wiederinbetriebnehmen war nicht möglich.
Angesichts dieser Lage entschied das Département, die Konzession zurückzukaufen und die Linie selbst wieder aufzubauen. Nach einigen Verzögerungen über die Frage nach der Spurweite und eventuelle Verlängerungen, wurde die Strecke auf der gleichen Trasse, aber in Meterspur wieder aufgebaut. Der Betrieb wurde erst 1922 durch die „Régie du tramway d’Étel à La Trinité“ wieder aufgenommen. 1934 wurde der Betrieb an die Chemins de fer du Morbihan (CM) übergeben, die den Verkehr schnell auf die Straße verlegte. Im November 1935 endete der Betrieb endgültig.

## Bedienung
Vor 1914 gab es ganzjährig drei bis fünf Personenzüge in jede Richtung am Tag. Nach dem Wiederaufbau waren es sieben nach La Trinité und vier nach Étel.
Im Güterverkehr verband sie eine Eisfabrik in Étel mit dem Fischereihafen in La Trinité.

## Fahrzeuge

### 600-mm

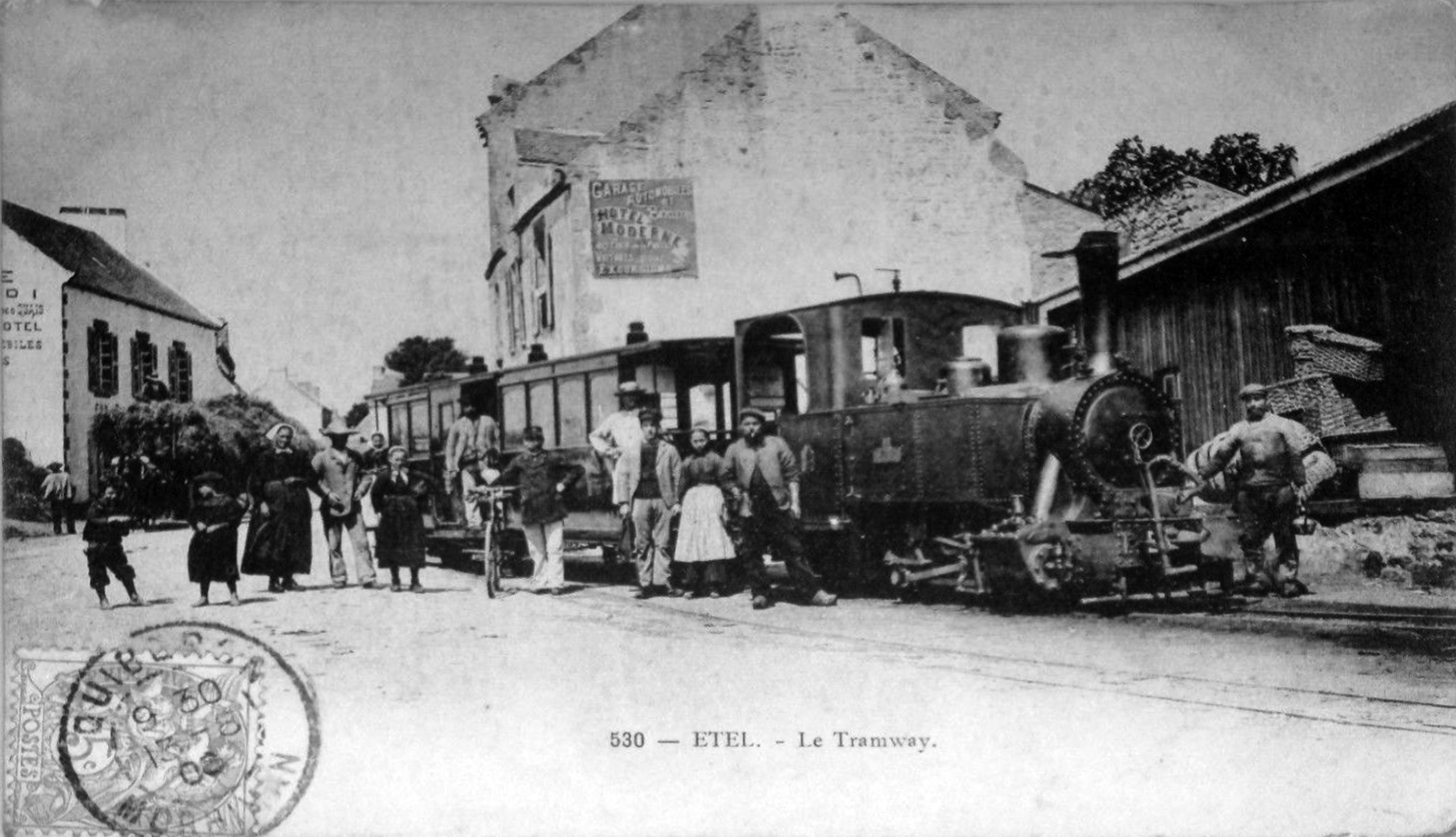
Decauville-Lokomotive

Der ursprüngliche Konzessionär verfügte über sechs Dampflokomotiven, drei B1-Tenderloks von Decauville (Étel, La Trinité und Carnac) und drei C-Tenderloks von Orenstein & Koppel. Die drei letzten mussten bald den Betrieb allein übernehmen, da die Decauville-Maschinen schnell abgenutzt waren. Sie wurden später an eine Pulverfabrik in Bergerac weiterverkauft.
Der Fahrzeugpark bestand weiterhin aus vier geschlossenen und drei offenen Personenwagen und zehn Güterwagen.

### Meterspur
Das Département nutzte für den Wiederaufbau die C-Tenderlokomotve Nr. 39 von Pinguély, die von den CM, geliehen war, und weitere fahrzeuge dieser Bahn und der Straßenbahn Lorient.
Für den Betrieb wurden vier C-Tenderlokomotiven von Corpet-Louvet beschafft und die Pinguély Nr. 38 der CM auf diese Strecke verlegt. Hinzu kamen sechs Personenwagen, drei Post- und Gepäckwagen sowie 16 Güterwagen.
1930 wurde ein Triebwagen von De Dion-Bouton als Nr. 101 beschafft.
Nach Betriebseinstellung wurde ein Teil des Materials bei den CM weiterverwendet.